# Kim Če-pom
Kim Če-pom (* 21. ledna 1985) je bývalý korejský zápasník–judista, olympijský vítěz z roku 2012.

## Sportovní kariéra
S judem začínal v kroužku na základní škole v rodném Kimčchonu. Vrcholově se začal judu věnovat na střední škole Tongči v Pchohangu a později pokračoval na univerzitě v Jonginu. V jihokorejské seniorské reprezentaci se pohyboval v lehké váze do 73 kg od roku 2004 jako reprezentační dvojka za I Won-huiem. Od podzimu 2007 přešel do vyšší polostřední váhy do 81 kg, ve které v roce 2008 vybojoval olympijskou nominaci na olympijské hry v Pekingu. Na olympijském turnaji od úvodního kola čelil náročnému losu. Bělorusa Sergeje Šundikova porazil po penalizacích na body a podobně skončil i zápas s Polákem Robertem Krawczykem. Ve čtvrtfinále vybodoval po penalizaci v prodloužení úřadujícího mistra Evropy Portugalce João Neta. V semifinále svedl další taktickou bitvu s Nizozemcem Guillaumem Elmontem, kterého porazil až v závěrečné minutě prodloužení držením. Ve finále nastoupil proti Němci Ole Bischofovi a teprve zde se projevila únava z předchozích kol. V průběhu finálového zápasu přestal Bischofovi stíhat a prohrál na yuko po technice ko-uči-makikomi(gake). Získal stříbrnou olympijskou medaili.
V roce 2010 a 2011 se stal mistrem světa a na olympijské hry v Londýně odjížděl jako hlavní favorit na vítězství. Od úvodního potvrzoval výbornou přípravu, v semifinále nedal šanci Rusu Ivanu Nifontovovi a ve finále vrátil porážku z minulých olympijských her Němci Ole Bischofovi. Získal zlatou olympijskou medaili. Po olympijských hrách se rozebíral jeho zdravotní stav. Přes vážné problémy s levým ramenem a kolenem se rozhodl pokračovat ve sportovní kariéře. V roce 2014 se připravil na domácí asijské hry Inčchonu a získal zlatou medaili. V roce 2015 se po delší odmlce vrátil do reprezentace, ale svojí starou formu nenašel. Sportovní kariéru ukončil po nevydařené kvalifikaci na olympijské hry v Riu v roce 2016. Věnuje se trenérské práci.

### Vítězství
- 2005 – 1x světový pohár (Čedžu)
- 2006 – 1x světový pohár (Vídeň)
- 2008 – 1x světový pohár (Hamburk)
- 2009 – 1x světový pohár (Suwon)
- 2010 – 4x světový pohár (Düsseldorf, Praha, Ulánbátar, Suwon) turnaj mistrů (Suwon)
- 2011 – 1x světový pohár (Paříž)
- 2012 – 1x světový pohár (Kano Cup)
- 2013 – 1x světový pohár (Čedžu)
- 2014 – 1x světový pohár (Čedžu)
- 2015 – 1x světový pohár (Sofie)

## Výsledky
| Turnaj            | 2004       | 2005       | 2006       | 2007       | 2008             | 2009             | 2010             | 2011             | 2012             | 2013             | 2014             | 2015             |
| Turnaj            | 19         | 20         | 21         | 22         | 23               | 24               | 25               | 26               | 27               | 28               | 29               | 30               |
| Turnaj            | lehká váha | lehká váha | lehká váha | lehká váha | polostřendí váha | polostřendí váha | polostřendí váha | polostřendí váha | polostřendí váha | polostřendí váha | polostřendí váha | polostřendí váha |
| ----------------- | ---------- | ---------- | ---------- | ---------- | ---------------- | ---------------- | ---------------- | ---------------- | ---------------- | ---------------- | ---------------- | ---------------- |
| Olympijské hry    | —          |            |            |            | 2.               |                  |                  |                  | 1.               |                  |                  |                  |
| Mistrovství světa |            | úč.        |            | —          |                  | 3.               | 1.               | 1.               |                  | —                | —                | úč.              |
| Asijské hry       |            |            | —          |            |                  |                  | 1.               |                  |                  |                  | 1.               |                  |
| Mistrovství Asie  | —          | 1.         |            | —          | 1.               | 1.               |                  | 1.               | 1.               | —                |                  | 2.               |
| Univerziáda       |            |            |            | 2.         |                  | —                |                  | —                |                  | —                |                  |                  |
| Akademické MS     | —          |            | úč.        |            |                  |                  |                  |                  |                  |                  |                  |                  |
| MS juniorů        | 1.         |            |            |            |                  |                  |                  |                  |                  |                  |                  |                  |

## Podrobnější výsledky

### Olympijské hry
| Rok      | Kategorie        |  | 1/64      | 1/32                            | 1/16                             | čtvrtfinále                      | semifinále                              | finále                       |
| -------- | ---------------- |  | --------- | ------------------------------- | -------------------------------- | -------------------------------- | --------------------------------------- | ---------------------------- |
| LOH 2008 | polostřední váha |  | volný los | výhra – yuk/yus Sergej Šundikov | výhra – 4:50/suk Robert Krawczyk | výhra – 7:42/yus João Neto       | výhra – 10:00/drž(ksh) Guillaume Elmont | prohra – yuk/kug Ole Bischof |
| LOH 2012 | polostřední váha |  | volný los | výhra – yuk/osg Yahyo Imamov    | výhra – yuk/yus László Csoknyai  | výhra – yuk/yus Emmanuel Lucenti | výhra – waz/son Ivan Nifontov           | výhra – yuk/oug Ole Bischof  |

### Mistrovství světa
| Rok     | Kategorie        |  | 1/128                        | 1/64                             | 1/32                             | 1/16                          | čtvrtfinále                     | semifinále                    | finále                             |  | o bronz                           | opravy |
| ------- | ---------------- |  | ---------------------------- | -------------------------------- | -------------------------------- | ----------------------------- | ------------------------------- | ----------------------------- | ---------------------------------- |  | --------------------------------- | ------ |
| MS 2005 | lehká váha       |  | x                            | výhra – 1:39/? J. Déprez         | prohra – 0:21/? E. Nartey        | —                             | —                               | —                             | —                                  |  | —                                 | —      |
| MS 2007 | lehká váha       |  | nestartoval – Wang Ki-čchun  | nestartoval – Wang Ki-čchun      | nestartoval – Wang Ki-čchun      | nestartoval – Wang Ki-čchun   | nestartoval – Wang Ki-čchun     | nestartoval – Wang Ki-čchun   | nestartoval – Wang Ki-čchun        |  |                                   |        |
| MS 2009 | polostřední váha |  | x                            | výhra – 4:49/drž(kkg) A. Kosačov | výhra – yuk/son J. Neto          | výhra – 2:08/son A. Manev     | výhra – waz/kta S. Mrvaljević   | prohra – 3:41/umm S. Šundikov | —                                  |  | výhra – 3:28/hiz+páč(jg) A. Ciano | —      |
| MS 2010 | polostřední váha |  | volný los                    | výhra – 0:45/son L. Csoknyai     | výhra – waz/osg E. Lucenti       | výhra – 2:40/yus A. Vasylenko | výhra – 6:12/yus G. Elmont      | výhra – yuk/kug M. Takamacu   | výhra – 5:14/oug L. Guilheiro      |  | —                                 | —      |
| MS 2011 | polostřední váha |  | výhra – yuk/oug O. Úganbátar | výhra – 3:23/stg A. Hojakulyev   | výhra – 3:29/son_oug J. Bottieau | výhra – waz/yus O. Bischof    | výhra – waz/son+oug I. Nifontov | výhra – waz/uma L. Pietri     | výhra – waz/drž(ksh) S. Mrvaljević |  | —                                 | —      |
| MS 2013 | polostřední váha |  | nestartoval                  | nestartoval                      | nestartoval                      | nestartoval                   | nestartoval                     | nestartoval                   | nestartoval                        |  |                                   |        |
| MS 2014 | polostřední váha |  | nestartoval                  | nestartoval                      | nestartoval                      | nestartoval                   | nestartoval                     | nestartoval                   | nestartoval                        |  |                                   |        |
| MS 2015 | polostřední váha |  | volný los                    | prohra – 1:24/ksg C. Luz         | —                                | —                             | —                               | —                             | —                                  |  | —                                 | —      |

## Způsob boje
Kim Če-pom patřil v období mezi olympijskými hrami 2008 až 2012 k dominantním judistům ve své polostřední váhové kategorii do 81 kg. Jeho velkou předností byla rychlost, zápasnická technika, odhodlanost a schopnost jít přes bolest. Ve srovnání s Japonci nepatřil k judistům s vytříbenou judistickou technikou. Velice často nastupoval do chvatů bez pořádného úchopu se snahou získat alespoň nějaké body. Jeho často laxní úchop, kdy soupeře nedotahoval na lopatky (ippon), byl pravděpodobně zapříčiněn jeho omezenou mobilitou ramen a rukou z důvodu častých zranění. Zranění lemovala celou jeho sportovní kariéru. Náchylnost ke zraněním byla do velké míry odrazem jeho způsobu zápasení. Do každého souboje šel tvrdě a naplno.
Disponoval širokou škálou technik, které prováděl výhradně z pravého úchopu. Nezdráhal se ryze zápasnických chvatů. Celou sportovní kariéru ho charakterizovaly dvě techniky seoi-nage a o-uči-gari, které uměl i šikovně kombinovat. Jakmile mu soupeř pustil svůj krční límec, bylo zřejmé, že přijde útok technikou o-uči-gari. Vedle seoi-nage a o-uči-gari se v jeho repertoáru technik objevovalo tomoe-nage a technika hiza-guruma, za kterou sice málokdy dostal body, ale nejednou rozhodčí udělil jeho soupeři napomenutí za pasivitu. V neposlední řadě se nebál jít do boje na zemi, kde soupeře znehybnil nebo upáčil.